# FläktGroup

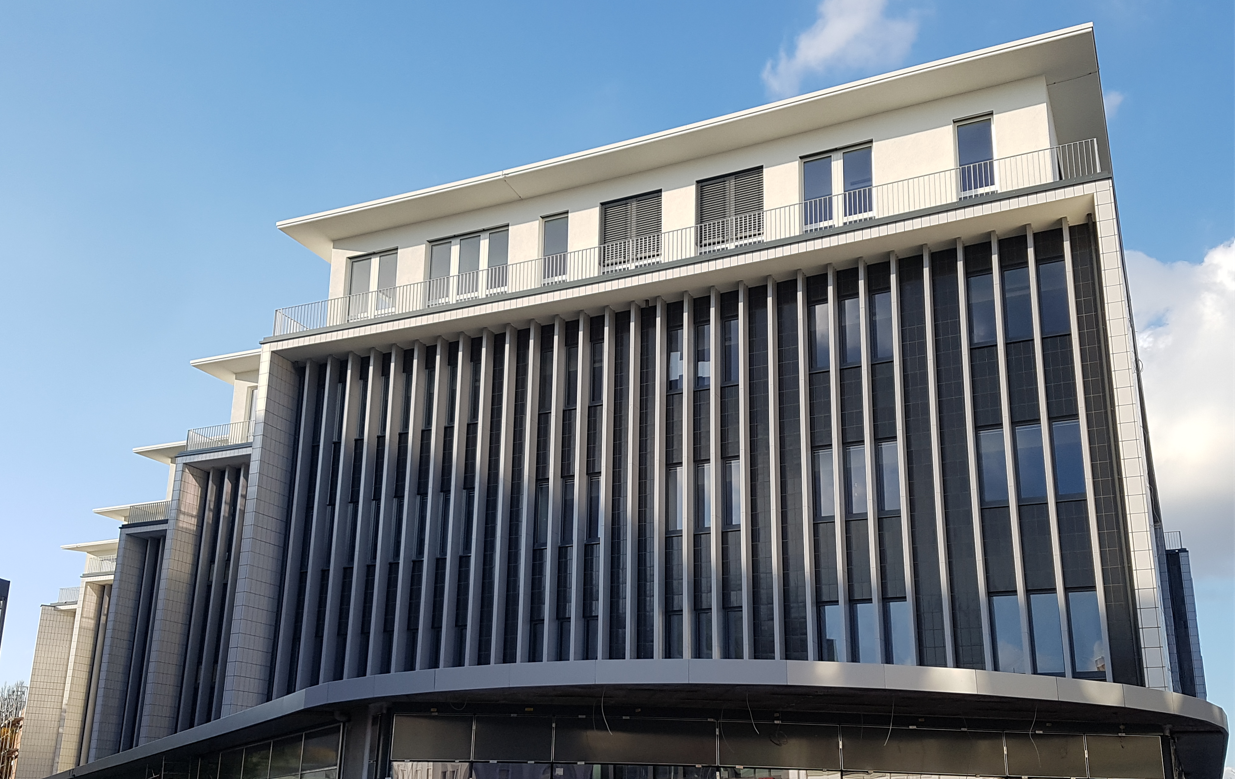
Der Sitz der FläktGroup Unternehmensgruppe in den Neuen Höfen, Herne.

Die FläktGroup Holding GmbH mit Hauptsitz in Herne ist ein internationaler Hersteller von Produkten im Bereich Luft-, Klima- und Filtertechnik.
Als GEA Air Treatment gehörte FläktGroup bis zum 31. Oktober 2014 zur GEA Group als Teil des Geschäftsbereichs GEA Heat Exchangers.
Am 14. Mai 2025 wurde die Übernahme der FläktGroup durch Samsung Electronics bekannt.

## Unternehmensprofil
Mit seinen 18 Produktionsstandorten in unter anderem Deutschland, Schweden, Finnland, Großbritannien, Tschechien, Polen, USA und der Türkei sowie eigenen Vertriebsgesellschaften und Distributoren in mehr als 50 Ländern ist das Unternehmen weltweit aktiv.

## Geschichte

### 1909–1950
Die Deutsche Luftfilter-Baugesellschaft mit beschränkter Haftung (kurz DELBAG) wurde durch den Ingenieur August Keller und den Kaufmann Hans Wittemeier 1909 in Breslau gegründet. Die Marke DELBAG (damals noch als Delbag geschrieben) wurde am 5. Juli 1918 beim Deutschen Patent- und Markenamt eingetragen. Das ursprüngliche Logo der DELBAG wurde vom Plakatkünstler und Werbegraphiker Erwin Reusch entworfen.
Am 2. Februar 1920 gründete Otto Happel Sr. (* 1882; † 26. Dezember 1948) in Herne/Bochum die „Gesellschaft für Entstaubungs-Anlagen mbH“, kurz: GEA. Nach dem Tod von Otto Happel Sr. wurde das Unternehmen bis 1975 geführt von seiner Ehefrau Elisabeth Happel.

### 1951–2010
Im Jahr 1953 wurde mit der Gründung der GEA Konvektorenbau Happel KG die Herstellung von Konvektoren konsolidiert. Otto Happel Jr. übernahm in 1975 im Alter von 27 Jahren die Führung der GEA Gruppe.
Die Übernahme der DELBAG Luftfilter GmbH, Berlin durch GEA im Jahr 1990 beendeten den Eintritt in die Luftfiltertechnik.
Im Jahr 2006 wurde die 1944 gegründete DENCO, Hersteller von Präzisionsklimaschränken, mit Sitz im Hereford, Großbritannien durch GEA übernommen.

### 2011–2025
Zum 20. Juni 2013 gab GEA Group Aktiengesellschaft, mit Zustimmung des Aufsichtsrats, bekannt, sich von dem Segment Heat Exchangers zu trennen.
Zum 1. November 2014 wurde GEA Heat Exchangers darauffolgend an die deutsch-schwedische Private-Equity-Gesellschaft Triton Partners verkauft.
Am 9. November 2015 gab die HX Holding GmbH, zu welchem auch FläktGroup gehörte, den neuen Namen Kelvion für seine Sparte Wärmetauscher bekannt. Die übrigen Segmente des ehemaligen Geschäftsbereichs Heat Exchangers wurden getrennt und sind seitdem unter anderen Namen und einem anderen Marktauftritt tätig. Aus GEA Air Treatment wurde DencoHappel GmbH im Bereich der Heizungs-, Lüftungs- und Klimatechnik und Enexio im Bereich der Kühlkomponenten sowie der Asche- und Wasserbehandlung.
Im Jahr 2016 fusionierte DencoHappel mit Fläkt Woods zur FläktGroup. Die neu gegründete FläktGroup fokussiert sich auf energieeffiziente Lösungen im Bereich der Lüftungs-, Filter und Klimatechnik und Brandschutzlösungen.
Mit Eintrag im Handelsregister vom 14. November 2017 wurde der Name DencoHappel GmbH zur FläktGroup Deutschland GmbH geändert.
Am 14. Mai 2025 gab Samsung Electronics die Übernahme der FläktGroup für einen Kaufpreis von 1,5 Milliarden Euro bekannt. Die Transaktion soll bis Ende des Jahres abgeschlossen sein.